# Megalonitis gigas
Megalonitis gigas là một loài bọ cánh cứng trong họ Bọ hung (Scarabaeidae).